# Baszewskaja
Baszewskaja (ros. Башевская) – wieś w Rosji, w rejonie tarnoskim obwodu wołogodzkiego. W 2010 r. liczyła 34 mieszkańców.